# Tommaso Morosini
Tommaso Morosini (před 1175 – červen / červenec 1211) byl první latinský konstantinopolský patriarcha v letech 1204–1211. Pocházel z italských Benátek. Svou politikou snížil respekt Latinské církve na Východě. Podle dobových zpráv (Niketas Choniates) to byl velmi tlustý vyholený klerik v těsném oděvu.

## Život
Morosini se narodil do bohaté benátské rodiny. V mládí se stal subdiakonem papeže Inocence III. a odešel studoval do Ravenny. Po pádu Konstantinopole do rukou křižáků IV. křižácké výpravy v roce 1204 byl novou (benátskou) kapitulou chrámu Hagia Sofia zvolen patriarchou. Výběr patriarchy byl v rukou Benátčanů díky dříve sepsané dohodě Partitio Romaniae. Proti nekanonickému výběru protestoval tehdejší papež Inocenc III., ale nakonec Morosiniho uznal a v březnu 1205 byla Morosinimu udělena potřebná svěcení. 
V létě roku 1205 přišel Morosini do Konstantinopole a ujal se úřadu. Postupně si svými aktivitami znepřátelil už před tím nepřátelsky naladěný původní řecký klérus. Poté, co místní duchovní odmítli uvádět Morosiniho jméno v modlitbách, zakázal sloužení bohoslužeb v řečtině, což se však nedodržovalo. Nepřátelsky se vůči němu chovali i západní feudálové v čele s latinským císařem Jindřichem Vlámským, kteří se na bývalém území Byzantské říše usídlovali. Nakonec byl západními pány dokonce obviněn z defraudace chrámového pokladu Hagie Sofie (v ceně asi 100 000 zlatých). Zemřel v roce 1211.  Po jeho smrti zůstalo místo patriarchy neobsazené až do roku 1215, kdy se patriarchou stal Gervasios.